# Meridià 14 a l'est
El meridià 14 a l'est de Greenwich és una línia de longitud que s'estén des del pol Nord a través de l'oceà Àrtic, Europa, l'Àfrica, l'oceà Atlàntic, l'oceà Antàrtic i Antàrtida al pol Sud.
El meridià 14 a l'est forma un cercle màxim amb el meridià 166 a l'oest.
Com tot els altres meridians, la seva longitud correspon a una semicircumferència terrestre, són 20.003,932 km. Al nivell de l'equador, la seva distància del meridià de Greenwich és de 1.558 km

## De Pol a Pol
Des del pol Nord i dirigint-se cap al sud fins al pol Sud, el meridià 14 a l'est passa per:
| Coordenades                             | País, territori o mar | Notes                                                  |
| --------------------------------------- | --------------------- | ------------------------------------------------------ |
| 90° 0′ N, 14° 0′ E / 90.000°N,14.000°E  | Oceà Àrtic            |                                                        |
| 79° 35′ N, 14° 0′ E / 79.583°N,14.000°E | Noruega               | Illa de Spitsbergen, Svalbard                          |
| 77° 25′ N, 14° 0′ E / 77.417°N,14.000°E | Oceà Atlàntic         | Mar de Noruega                                         |
| 68° 20′ N, 14° 0′ E / 68.333°N,14.000°E | Noruega               | Illa de Vestvågøy                                      |
| 68° 12′ N, 14° 0′ E / 68.200°N,14.000°E | Oceà Atlàntic         | Mar de Noruega                                         |
| 67° 17′ N, 14° 0′ E / 67.283°N,14.000°E | Noruega               |                                                        |
| 64° 53′ N, 14° 0′ E / 64.883°N,14.000°E | Suècia                |                                                        |
| 64° 29′ N, 14° 0′ E / 64.483°N,14.000°E | Noruega               |                                                        |
| 64° 3′ N, 14° 0′ E / 64.050°N,14.000°E  | Suècia                | Passa a través del llac Vänern                         |
| 55° 25′ N, 14° 0′ E / 55.417°N,14.000°E | Mar Bàltic            |                                                        |
| 54° 4′ N, 14° 0′ E / 54.067°N,14.000°E  | Alemanya              | Illa d'Usedom                                          |
| 53° 51′ N, 14° 0′ E / 53.850°N,14.000°E | Llacuna de Szczecin   |                                                        |
| 53° 46′ N, 14° 0′ E / 53.767°N,14.000°E | Alemanya              | Mecklenburg-Pomerània Occidental, Brandenburg, Saxònia |
| 50° 49′ N, 14° 0′ E / 50.817°N,14.000°E | Txèquia               |                                                        |
| 48° 43′ N, 14° 0′ E / 48.717°N,14.000°E | Àustria               |                                                        |
| 46° 29′ N, 14° 0′ E / 46.483°N,14.000°E | Eslovènia             |                                                        |
| 45° 31′ N, 14° 0′ E / 45.517°N,14.000°E | Croàcia               | Istria                                                 |
| 44° 48′ N, 14° 0′ E / 44.800°N,14.000°E | Mar Adriàtic          |                                                        |
| 42° 41′ N, 14° 0′ E / 42.683°N,14.000°E | Itàlia                | Terra ferma i l'illa de Procida                        |
| 40° 45′ N, 14° 0′ E / 40.750°N,14.000°E | Mar Mediterrània      | Mar Tirrè                                              |
| 38° 2′ N, 14° 0′ E / 38.033°N,14.000°E  | Itàlia                | Illa de Sicília                                        |
| 37° 6′ N, 14° 0′ E / 37.100°N,14.000°E  | Mar Mediterrània      | passa just a l'oest de l'illa de Gozo, Malta           |
| 32° 44′ N, 14° 0′ E / 32.733°N,14.000°E | Líbia                 |                                                        |
| 22° 48′ N, 14° 0′ E / 22.800°N,14.000°E | Níger                 |                                                        |
| 15° 12′ N, 14° 0′ E / 15.200°N,14.000°E | Txad                  | La frontera amb Nigèria és al Llac Txad                |
| 13° 11′ N, 14° 0′ E / 13.183°N,14.000°E | Nigèria               |                                                        |
| 11° 19′ N, 14° 0′ E / 11.317°N,14.000°E | Camerun               |                                                        |
| 2° 10′ N, 14° 0′ E / 2.167°N,14.000°E   | Rep. del Congo        |                                                        |
| 1° 25′ N, 14° 0′ E / 1.417°N,14.000°E   | Gabon                 |                                                        |
| 0° 23′ N, 14° 0′ E / 0.383°N,14.000°E   | Rep. del Congo        |                                                        |
| 0° 13′ S, 14° 0′ E / 0.217°S,14.000°E   | Gabon                 |                                                        |
| 2° 27′ S, 14° 0′ E / 2.450°S,14.000°E   | Rep. del Congo        |                                                        |
| 4° 28′ S, 14° 0′ E / 4.467°S,14.000°E   | R.D. del Congo        |                                                        |
| 5° 51′ S, 14° 0′ E / 5.850°S,14.000°E   | Angola                |                                                        |
| 17° 25′ S, 14° 0′ E / 17.417°S,14.000°E | Namíbia               |                                                        |
| 21° 49′ S, 14° 0′ E / 21.817°S,14.000°E | Oceà Atlàntic         |                                                        |
| 60° 0′ S, 14° 0′ E / 60.000°S,14.000°E  | Oceà Antàrtic         |                                                        |
| 69° 22′ S, 14° 0′ E / 69.367°S,14.000°E | Antàrtida             | Terra de la Reina Maud, reclamada Noruega              |